# Amb C majúscula
Amb C majúscula (The Big C a l'original anglès) és una sèrie de televisió de la cadena nord-americana Showtime la qual es va estrenar el 16 d'agost de 2010 i en català el 4 d'agost de 2014. Amb la seva estrena, va aconseguir l'audiència més gran del canal. La sèrie va acabar amb la quarta temporada anomenada "Hereafter"', la qual va acabar el 20 de maig de 2013.

## Trama
La sèrie segueix la vida d'una professora de secundària a Minneapolis anomenada Cathy Jamison - una mare reservada i dels suburbis - a la que li diagnostiquen melanoma. Aquest fet li provoca un canvi de mentalitat a on viurà la vida per primera vegada des que és adulta. Al principi, decideix amagar el diagnòstic a la seva família, comportant-se de maneres que troben desconcertant i cada vegada més estrany. A mesura que la trama avança, se sent més lliure per expressar-se i permet que la seva família i nous amics li donin suport en la seva malaltia terminal i troba humor i el patetisme en les relacions idiosincràtiques de la vida.